# نونو غونسالفيس
نونو غونسالفيس (بالبرتغالية: Nuno Gonçalves‏) هو رسام برتغالي، ولد في القرن الخامس عشر، وتوفي في 1450.

## وصلات خارجية
- نونو غونسالفيس على موقع الموسوعة البريطانية (الإنجليزية)